# Ann-Margret

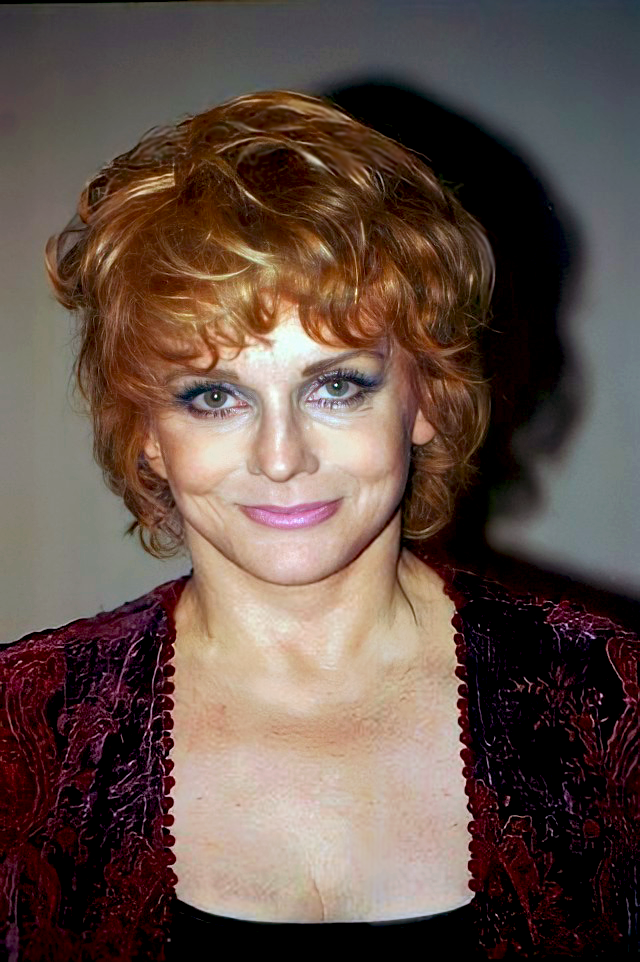
Ann-Margret på Vita husets korrespondentmiddag den 26 april 1997.

Ann-Margret Olsson, känd som Ann-Margret, född 28 april 1941 i Oscars församling i Stockholm, är en svensk-amerikansk skådespelare och sångerska.

## Biografi
Ann-Margaret föddes i Stockholm som dotter till Carl Gustav Olsson (1901–1973) och Anna Regina Aronsson (1919–2001). I juli 1942 flyttade hon med modern till Valsjöbyn i Jämtland; samtidigt emigrerade fadern till USA. I november 1946 flyttade hon och modern till fadern i USA. Ann-Margaret växte upp i Wilmette i Illinois och gick i skola på New Trier High School i Winnetka i Illinois. Hon gick på Northwestern University i Illinois, och när hon sjöng i en kabaré blev hon upptäckt av komikern George Burns. Hon är känd som en sexsymbol och har kallats The Sex-Kitten.
Ann-Margret spelade in sin första skiva 1961. Hon blev aldrig speciellt framgångsrik men hade en större hit, ”I Just Don’t Understand”, som nådde plats 17 på Billboardlistan hösten 1961. Med detta blev hon första svensk på Billboardlistan!
Hennes första film blev Fickan full av flax (1961) som följdes av den framgångsrika Vår i kroppen (1962). Hennes stora genombrott kom dock med Bye Bye Birdie (1963). Hon lärde känna Elvis Presley när hon året därpå spelade in Viva Las Vegas (1964), och de blev vänner för livet. Hon medverkade i ett avsnitt av tecknade TV-serien Familjen Flinta som sig själv omdöpt till Ann-Margrock.
Hon övergick till mer dramatiska roller när hon 1971 fick en roll i Mike Nichols Köttets lust; för den rollen fick hon en Oscarsnominering för bästa kvinnliga biroll. För rollen som modern i Tommy Oscarsnominerades hon ännu en gång, denna gång för bästa kvinnliga huvudroll.
År 2008 hade musikalen Ann-Margret och jag premiär i Östersund, där Ann-Margret själv närvarade.

## Bilder

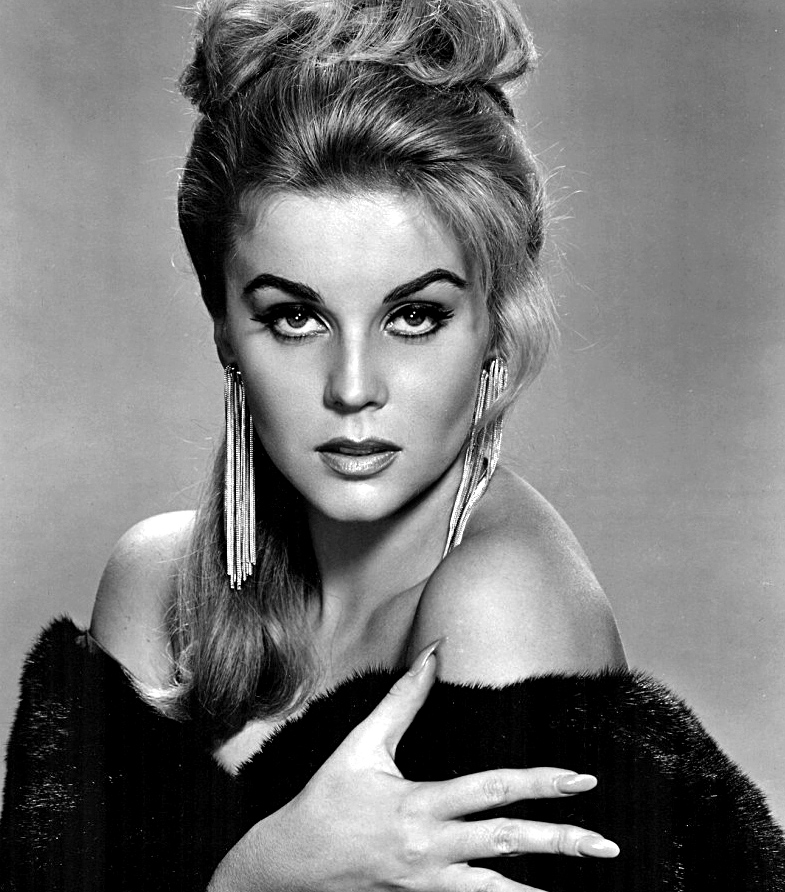
Ann-Margret 1960-tal.
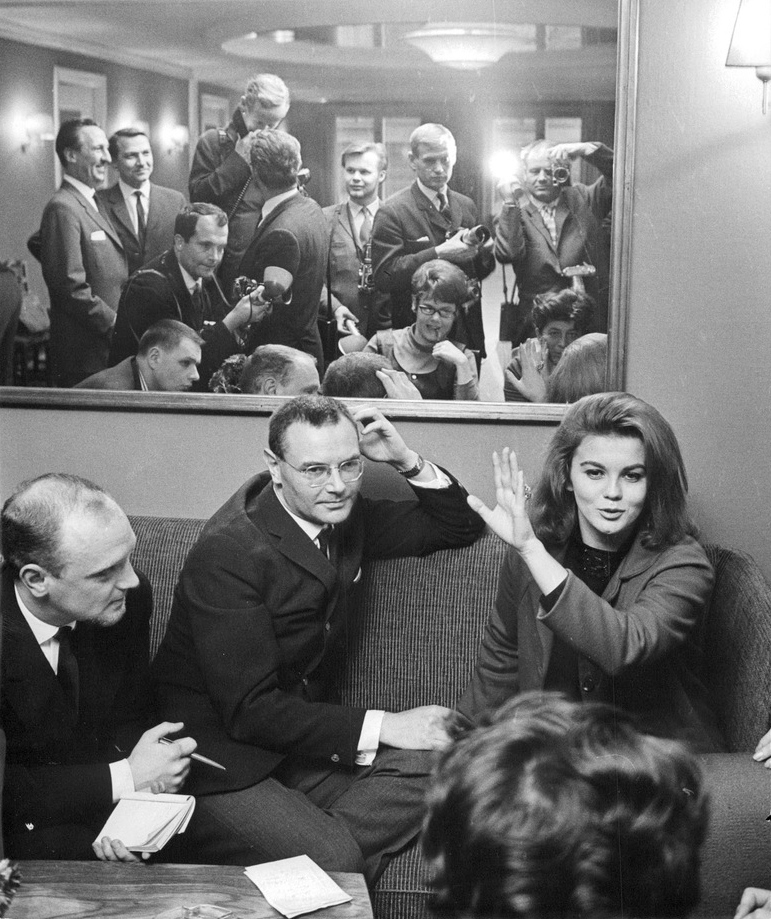
Ann-Margret håller presskonferens på Strand Hotel i Stockholm, november 1963.
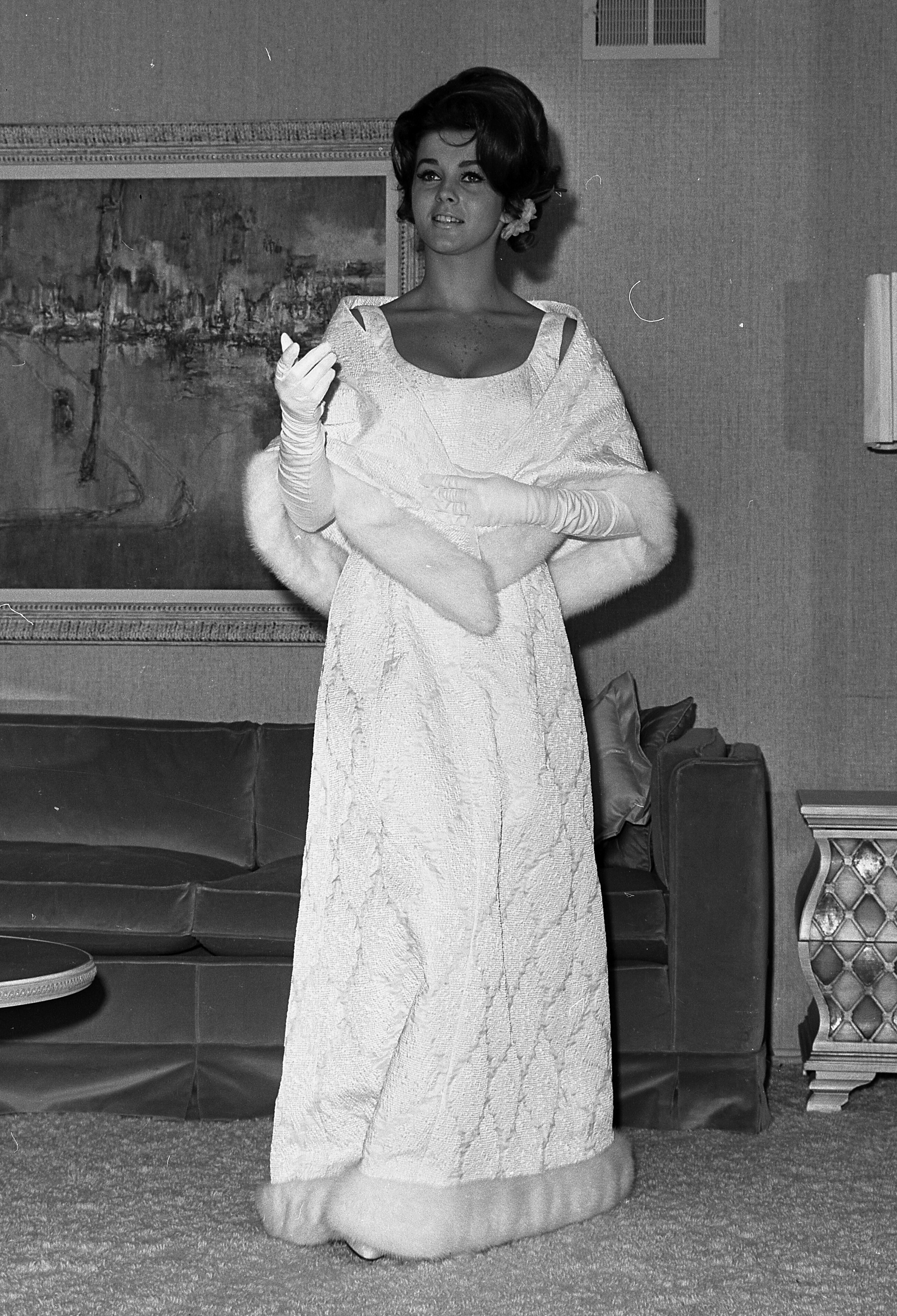
Ann-Margret med i Los Angeles Times iförd en klänning designad av Jean Louis 1965.
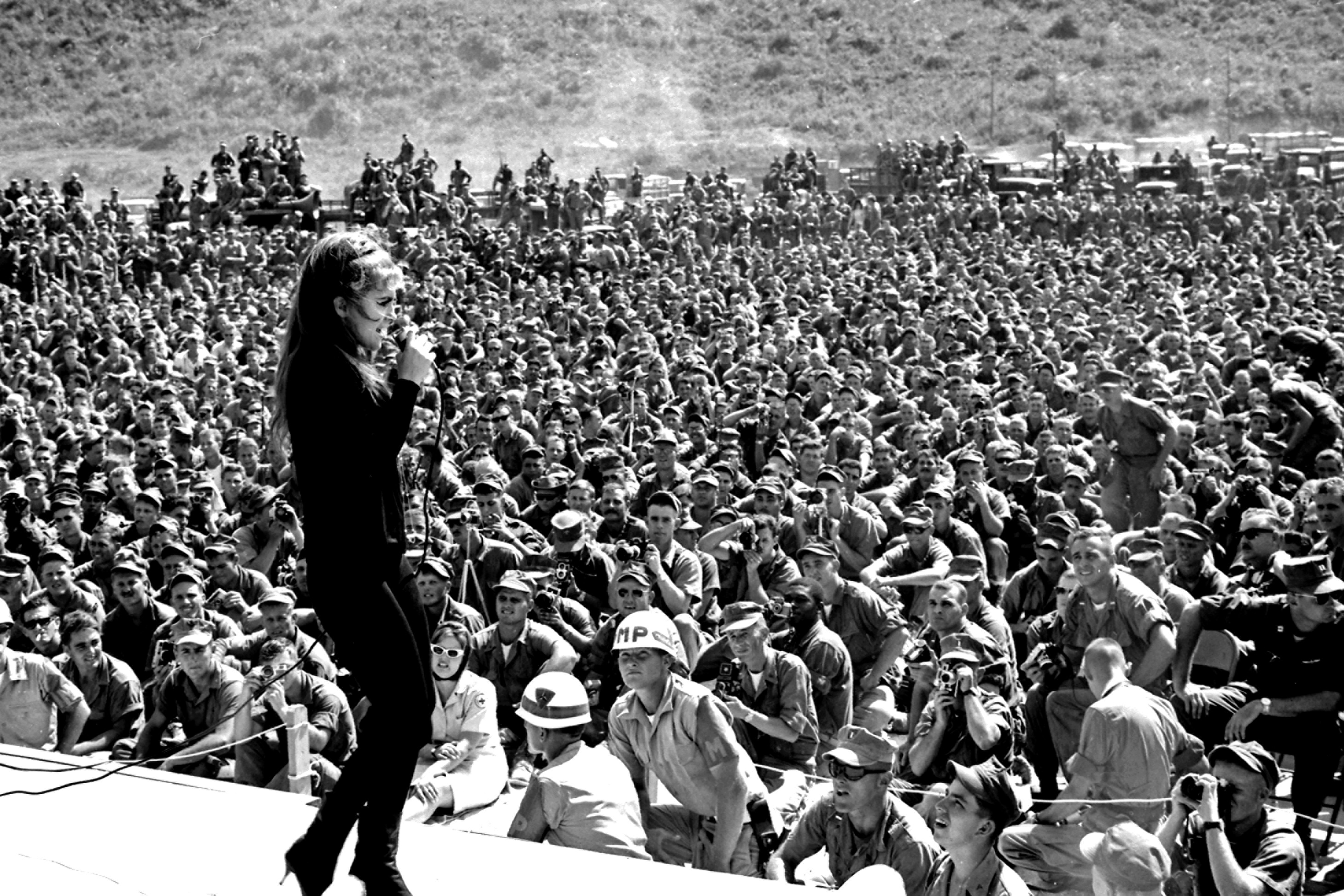
Ann-Margret på USO-turné underhåller amerikanska soldater i Da Nang i Sydvietnam 1966.
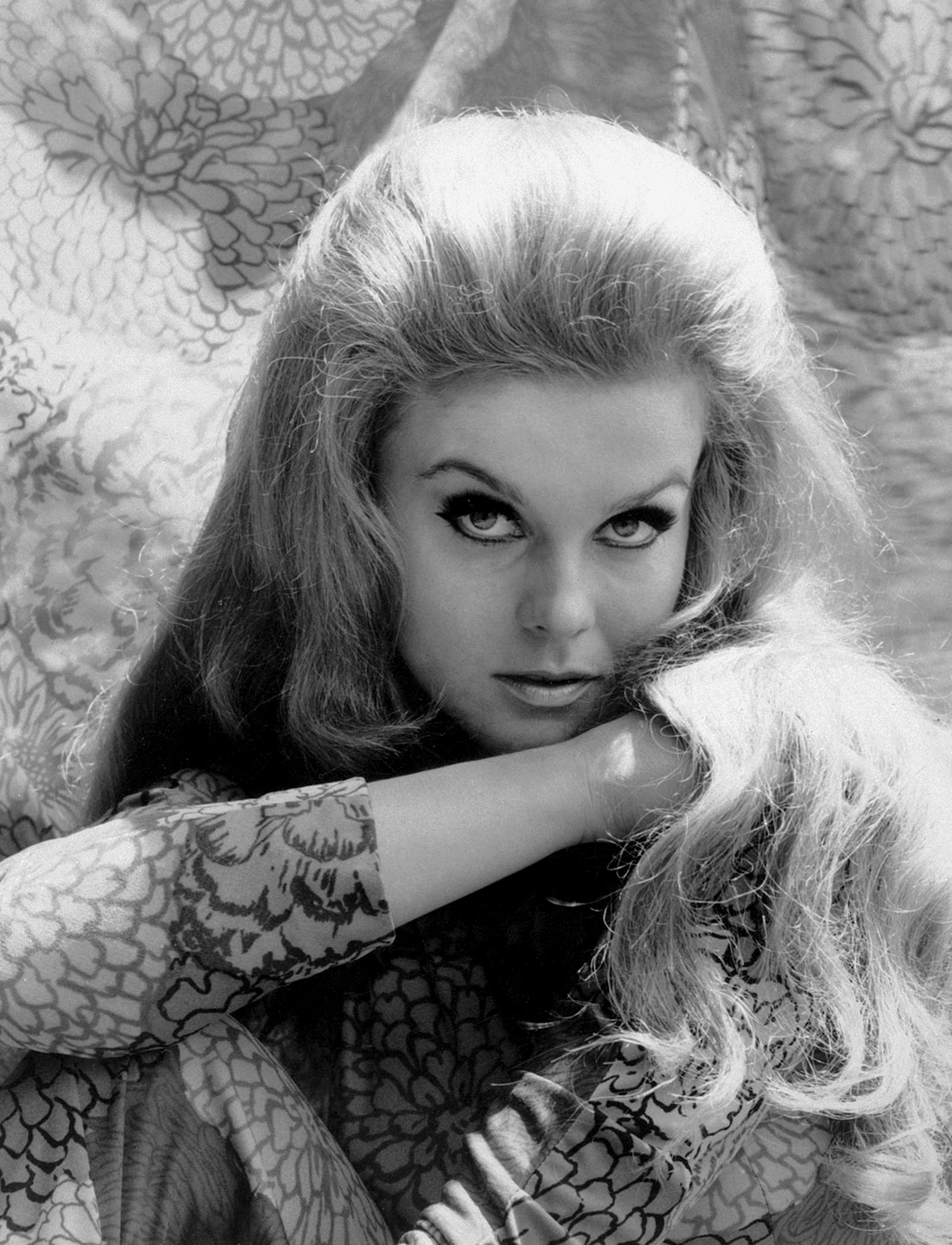
Ann-Margret 1968.
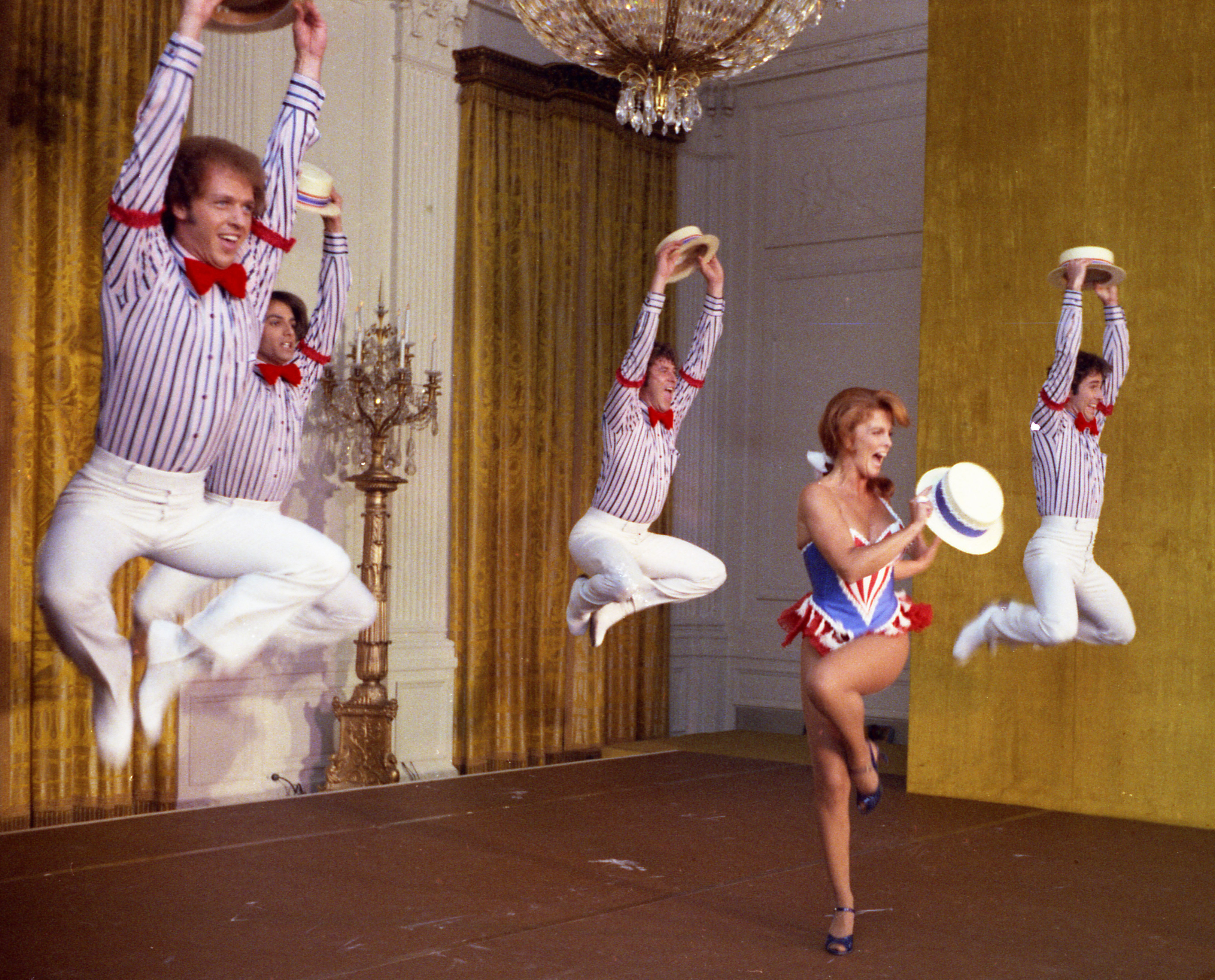
Ann-Margret uppträder i East Room i Vita huset under statsbesöket för Shahen av Iran 1975.
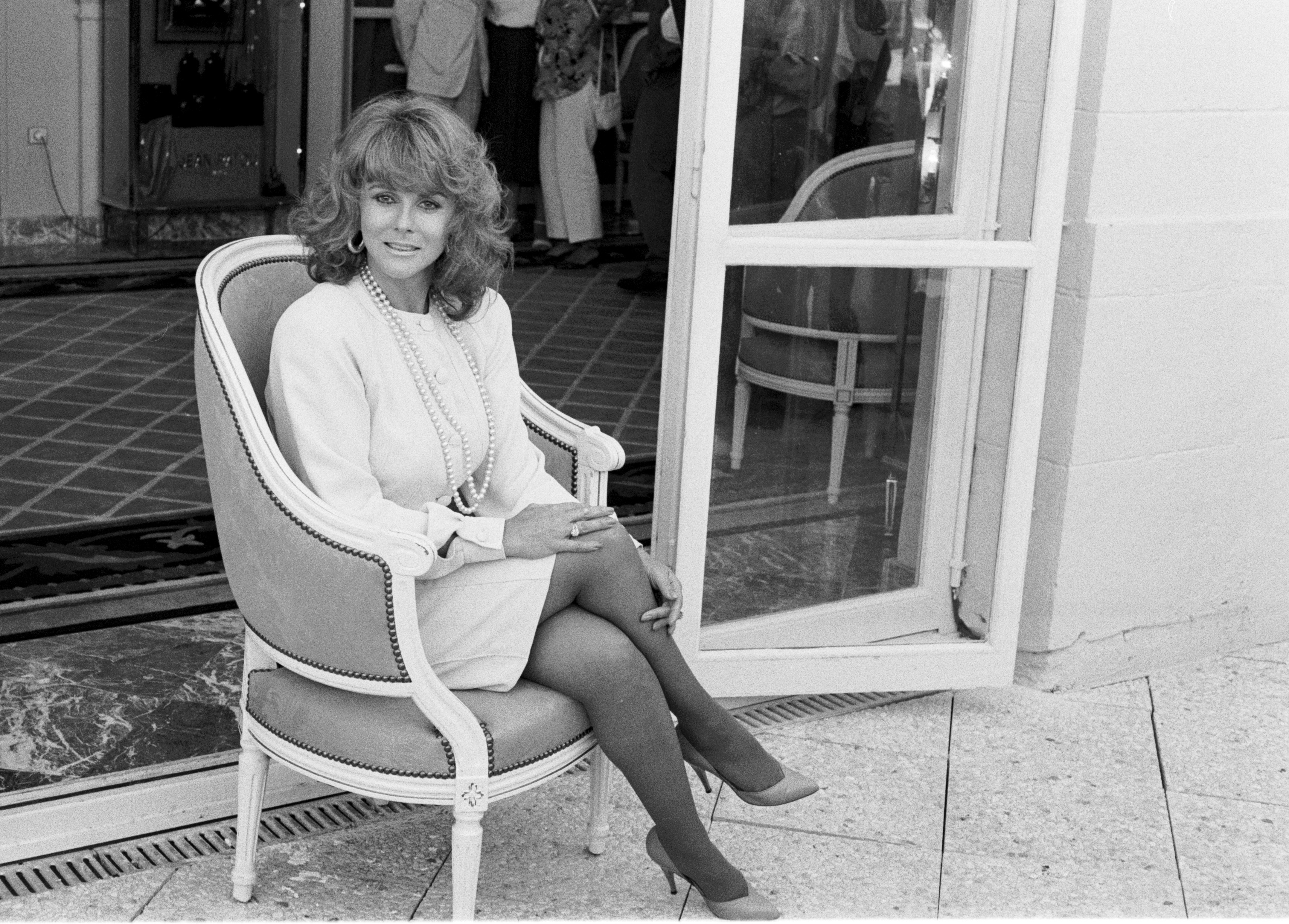
Ann-Margret vid den amerikanska filmfestivalen i Deauville 1988.

## Filmografi
- 1961 – Fickan full av flax
- 1962 – Vår i kroppen
- 1963 – Bye Bye Birdie
- 1963 – Familjen Flinta (TV-serie) (röstroll, 1 avsnitt)
- 1964 – 3 flickor i Madrid
- 1964 – Hetsjakt
- 1964 – Viva Las Vegas
- 1965 – En gång tjuv ...
- 1965 – Med vassa klor
- 1965 – Cincinnati Kid
- 1966 – Dilligens till Cheyenne
- 1966 – The Swinger
- 1966 – Trassel med bruden
- 1971 – Köttets lust
- 1973 – Den hårda ritten
- 1975 – Tommy
- 1977 – Glöm inte kamelerna
- 1977 – Joseph Andrews
- 1978 – Snacka om deckare, alltså!
- 1979 – Cactus Jack
- 1982 – Lookin' to Get Out
- 1984 – Linje Lusta
- 1992 – Newsies
- 1993 – Griniga gamla gubbar
- 1994 – Scarlett (TV-serie)
- 1995 – Gamla gubbar – nu ännu grinigare
- 1999 – Any Given Sunday
- 2000 – Familjen Flinta i Viva Rock Vegas
- 2000 – The 10th Kingdom (TV-serie)
- 2002 – Interstate 60
- 2003 – Tredje skiftet (TV-serie) (3 avsnitt)
- 2006 – The Break-Up
- 2009 – Old Dogs
- 2010 – Army Wives (TV-serie) (1 avsnitt)
- 2010 – CSI: Crime Scene Investigation (TV-serie) (1 avsnitt)
- 2010 – Law & Order: Special Victims Unit (TV-serie) (gästroll för vilken hon vann en Emmy)

## Diskografi
Album
- And Here She Is...Ann-Margret (1961)
- On the Way Up (1962)
- The Vivacious One (1962)
- Bachelor's Paradise (1963)
- Beauty and the Beard (1964) (med Al Hirt)
- David Merrick Presents Hits from His Broadway Hits (1964) (med David Merrick)
- Songs from "The Swinger" (And Other Swingin' Songs) (1966)
- The Cowboy and the Lady (1969) (med Lee Hazlewood)
- Ann-Margret (1979)
- God Is Love: The Gospel Sessions (2001)
- Today, Tomorrow and Forever: Box Set (2002) (med Elvis Presley)
- Ann-Margret's Christmas Carol Collection (2004)
- Love Rush (återutgåva av Ann-Margret) (2007)
- God is Love: The Gospel Sessions 2 (2011)

Singlar
- "I Just Don't Understand" (1961)
- "It Do Me So Good" (1961)
- "Bye Bye Birdie" (1963)
- "What Am I Supposed To Do" (1962)
- "Sleep in the Grass" (1969)
- "Love Rush" (1979)
- "Midnight Message" (1980)
- "Everybody Needs Somebody Sometimes" (1981)

## Priser och utmärkelser
- Kommendör av Nordstjärneorden, 2 december 1988.
- 1983 – Golden Apple Awards
- 2022 – Hedersdoktor i Humane Letters av University of Nevada i Las Vegas den 14 maj 2022.

### Webbkällor
- Ann-Margret i Nationalencyklopedins nätupplaga.